# Championnat du Kosovo de football
La ALBI MALL Superliga est le championnat de 1re division de football kosovar. Cette compétition existe depuis 1945.

## Histoire
Le championnat du Kosovo est fondé en 1945 en tant que sous-division du Championnat de Yougoslavie de football. En 1990, le championnat devient indépendant du championnat yougoslave, mais il est abandonné pour cause de guerre en 1997. Il reprend en 1999 et le Kosovo déclare son indépendance en 2008. L'UEFA reconnaît la fédération kosovare en mai 2016.
Le championnat de première division compte en 2025 dix équipes, regroupées au sein d'une poule unique, qui s'affrontent à trois reprises au cours de la saison. À la fin de la compétition, le club classé en tête est sacré champion et peut prétendre à une qualification pour le premier tour de qualification de la Ligue des champions de l'UEFA, sous réserve de remplir tous les critères souhaités par l'UEFA (licence UEFA, stade homologué, etc). Les deux derniers du classement final sont relégués en Liga e Parë, la deuxième division kosovare tandis que le 8e doit disputer un barrage de promotion-relégation face au 3e de D2.

## Palmarès

### Compétition régionale, quatrième division du Championnat de Yougoslavie
- 1990 – 1991 : KF Fushë Kosova (1)

### Compétition parallèle au Championnat de Serbie, non reconnue
- 1991 – 1992 : FC Pristina (1)
- 1992 – 1993 : KF Trepça (1)
- 1993 – 1994 : KF Dukagjini (1)
- 1994 – 1995 : KF Liria (1)
- 1995 – 1996 : FC Pristina (2)
- 1996 – 1997 : FC Pristina (3)
- 1997 – 1999 : Championnats abandonnés à la suite de la guerre

### Championnat de première division avant reconnaissance FIFA/UEFA
- 1999-2000 : FC Pristina (4)
- 2000-2001 : FC Pristina (5)
- 2001-2002 : KF Besiana (1)
- 2002-2003 : KF Drita (1)
- 2003-2004 : FC Pristina (6)
- 2004-2005 : KF Besa (1)
- 2005-2006 : KF Besa (2)
- 2006-2007 : KF Besa (3)
- 2007-2008 : FC Pristina (7)
- 2008-2009 : FC Pristina (8)
- 2009-2010 : KF Trepça (2)
- 2010-2011 : KF Hysi (1)
- 2011-2012 : FC Pristina (9)
- 2012-2013 : FC Pristina (10)
- 2013-2014 : KF Kosova Vushtrri (1)
- 2014-2015 : KF Feronikeli (1)
- 2015-2016 : KF Feronikeli (2)

### Championnat de première division après reconnaissance FIFA/UEFA
- 2016-2017 : KF Trepça'89 (1)
- 2017-2018 : KF Drita (2)
- 2018-2019 : KF Feronikeli (3)
- 2019-2020 : KF Drita (3)
- 2020-2021 : FC Pristina (11)
- 2021-2022 : KF Ballkani (1)
- 2022-2023 : KF Ballkani (2)
- 2023-2024 : KF Ballkani (3)
- 2024-2025 : KF Drita (4)

## Bilan par club
| Rang | Clubs              | Titre(s) | Dernier titre |
| ---- | ------------------ | -------- | ------------- |
| 1    | FC Pristina        | 11       | 2020-2021     |
| 2    | KF Drita           | 4        | 2024-2025     |
| 3    | KF Besa            | 3        | 2006-2007     |
| 3    | KF Feronikeli      | 3        | 2018-2019     |
| 3    | KF Ballkani        | 3        | 2023-2024     |
| 6    | KF Trepça          | 2        | 2009-2010     |
| 7    | KF Trepça'89       | 1        | 2016-2017     |
| 7    | KF Kosova Vushtrri | 1        | 2013-2014     |
| 7    | KF Hysi            | 1        | 2010-2011     |
| 7    | KF Besiana         | 1        | 2001-2002     |
| 7    | KF Liria           | 1        | 1994-1995     |
| 7    | KF Dukagjini       | 1        | 1993-1994     |

## Compétitions européennes

### Classement du championnat
Le tableau ci-dessous récapitule le classement du Kosovo au coefficient UEFA depuis 2018. Ce coefficient par nation est utilisé pour attribuer à chaque pays un nombre de places pour les compétitions européennes ainsi que les tours auxquels les clubs doivent entrer dans la compétition.
| 2018 | 2019 | 2020 | 2021 | 2022 | 2023 | 2024 | 2025 |
| ---- | ---- | ---- | ---- | ---- | ---- | ---- | ---- |
| 55   | 53   | 52   | 48   | 39   | 33   | 32   | 37   |

Le tableau suivant affiche le coefficient actuel du championnat kosovar.
| Rang | Pays       | 2020-2021 | 2021-2022 | 2022-2023 | 2023-2024 | 2024-2025 | Coefficient |
| ---- | ---------- | --------- | --------- | --------- | --------- | --------- | ----------- |
| 35   | Arménie    | 1,375     | 1,875     | 2,375     | 2,250     | 4,375     | 12,250      |
| 36   | Lettonie   | 1,375     | 2,625     | 2,750     | 1,625     | 3,875     | 12,250      |
| 37   | Kosovo     | 1,833     | 2,333     | 2,875     | 3,000     | 2,000     | 12,041      |
| 38   | Finlande   | 1,375     | 3,750     | 2,625     | 1,750     | 2,250     | 11,750      |
| 39   | Kazakhstan | 1,000     | 2,875     | 1,125     | 3,125     | 3,000     | 11,125      |

### Coefficient UEFA des clubs
| Rang | Club           | 2020-2021 | 2021-2022 | 2022-2023 | 2023-2024 | 2024-2025 | Coefficient |
| ---- | -------------- | --------- | --------- | --------- | --------- | --------- | ----------- |
| 164  | KF Drita       | 2,000     | 1,500     | 1,500     | 1,500     | 2,500     | 9,000       |
| 181  | KF Ballkani    | -         | -         | 3,000     | 3,000     | 2,000     | 8,000       |
| 343  | Llapi Podujeve | -         | 1,000     | 1,000     | -         | 1,500     | 3,500       |
| 354  | KF Gjilan      | 1,000     | -         | 1,000     | 1,000     | -         | 3,000       |
| 377  | FC Pristina    | 0,500     | 2,000     | -         | -         | -         | 3,000       |